# Gustav Wilhelm Körber
Gustav Wilhelm Körber (ur. 10 stycznia 1817 w Hirschbergu, zm. 27 stycznia 1885 we Wrocławiu) – niemiecki lichenolog.

## Życiorys
Studiował nauki przyrodnicze we Wrocławiu i Berlinie, uzyskując doktorat w 1839 r. na podstawie rozprawy De gonidiis lichenum. Po ukończeniu studiów był instruktorem w „Elisabethanum” we Wrocławiu, a od 1862 roku pracował jako prywatny nauczyciel. W 1873 roku został profesorem nadzwyczajnym na Uniwersytecie Wrocławskim.
Najbardziej znany jest z badań gatunków porostów występujących na Śląsku. Badał i opisywał także okazy znalezione w Europie Środkowej i Południowo-Wschodniej oraz porosty zebrane z rejonów Morza Śródziemnego i Arktyki.
Opisał wiele nowych gatunków porostów. Przy nazwach naukowych utworzonych przez niego taksonów dodawany jest skrót jego nazwiska Körb. Jego imieniem nazwano rodzaje porostów Koerberia i Koerberiella.